# Lasioglossum gorokaense
Lasioglossum gorokaense là một loài Hymenoptera trong họ Halictidae. Loài này được Pauly mô tả khoa học năm 1986.